# Hydrologické pořadí na Slovensku
Hydrologické pořadí na Slovensku je číselné označení povrchových vodních toků, které je uspořádané podle povodí. Je závazně stanovené podle vodohospodářské mapy Slovenska v měřítku 1:50 000 nebo podle vyhlášky Ministerstva životního prostředí Slovenské republiky č. 211/2005 Z.z. Číslo je vždy osmimístné a má následující strukturu:
X-XX-YY-ZZZ
- X hlavní povodí (tj. vodní tok I. řádu, který ústí do moře):
  - 3 – Visla
  - 4 – Dunaj
- XX částečné povodí
  - 13/17 Morava
  - 20 Dunaj
  - 21 Váh
  - 23 Hron
  - 24 Ipeľ
  - 30 Bodrog
  - 31 Slaná
  - 32 Hornád
  - 33 Bodva
  - 01 Dunajec a Poprad
- YY oblast povodí
- ZZZ kód příslušného vodního toku

## Vymezení oblastí povodí na Slovensku
I. Oblast povodí Dunaje (mezinárodní povodí Dunaje 4-00-00)
- Částečné povodí Moravy 4-13, 4-17

1. Morava od ústí Radějovky po ústí Myjavy 4-13-02
2. Morava od ústí Myjavy (včetně) po ústí Dyje 4-13-03
3. Morava od ústí Dyje (včetně) po soutok s Dunajem 4-17-02

- Částečné povodí Dunaje 4-20

1. Dunaj od ústí Moravy po ústí Váhu 4-20-01
2. Dunaj od ústí Váhu (včetně) po ústí Ipeľu 4-20-02

II. Oblast povodí Váhu
- Částečné povodí Váhu 4-21

1. Váh po ústí Belé (včetně) 4-21-01
2. Váh od ústí Belé po ústí Oravy 4-21-02
3. Orava po přehradní profil Oravské přehrady 4-21-03
4. Orava od přehradného profilu Oravské přehrady po soutok s Váhem 4-21-04
5. Váh od ústí Oravy po ústí Varínky (včetně) 4-21-05
6. Váh od ústí Varínky po ústí Rajčanky (včetně) 4-21-06
7. Váh od ústí Rajčanky po odbočení Nosického kanálu 4-21-07
8. Váh od odbočení Nosického kanálu po jeho ústí 4-21-08
9. Váh od ústí Nosického kanálu po odbočení Biskupického kanálu 4-21-09
10. Váh od ústí Biskupického kanálu po ústí Nitry 4-21-10
11. Nitra po ústí Bebravy (včetně) 4-21-11
12. Nita od ústí Bebravy po ústí Žitavy a Malé Nitry (včetně) 4-21-12
13. Žitava po soutok s Nitrou 4-21-13
14. Nitra od ústí Žitavy a Malé Nitry po jej soutok s Váhem a Váh od ústí Nitry po ústí Čierne vody 4-21-14
15. Malý Dunaj po ústí Čierne vody (včetně) 4-21-15
16. Dolný Dudváh po soutok s Čiernou vodou 4-21-16
17. Malý Dunaj od ústí Čierne vody po soutok s Váhem 4-21-17
18. Váh od ústí Malého Dunaja po soutok s Dunajem (včetně Staré Nitry a Staré Žitavy) 4-21-18

III. Oblast povodí Hrona, Ipľa a Slané
- Částečné povodí Hrona 4-23

1. Hron po ústí Čierneho Hrona (včetně) 4-23-01
2. Hron od ústí Čierneho Hrona po ústí Slatiny 4-23-02
3. Slatina 4-23-03
4. Hron od ústí Slatiny po odbočenie Pereca 4-23-04
5. Hron od odbočení Pereca po soutok s Dunajem 4-23-05

- Částečné povodí Ipeľu 4-24

1. Ipeľ po ústí Babského potoka (včetně) a Krivánskeho potoka (včetně) 4-24-01
2. Ipeľ od ústí Babského potoka a Krivánskeho potoka po ústí Krtíša (včetně) 4-24-02
3. Ipeľ od ústí Krtíša po soutok s Dunajem

- Částečné povodí Slanej 4-31

1. Slaná po ústí Štítnika (včetně) 4-31-01
2. Slaná od ústí Štítnika po ústí Štítnika 4-31-02
3. Rimava a Slaná od soutoku s Rimavou po státní hranici s Maďarskem 4-31-03

IV. Oblast povodí Bodrogu
- Částečné povodí Bodrogu 4-30

1. Slovenské povodí Tisy 4-30-01
2. Slovenské povodí Latorice po ústí Laborca 4-30-02
3. Laborec po ústí Cirochy (včetně) 4-30-03
4. Laborec od ústí Cirochy po ústí Uhu 4-30-04
5. Slovenské povodí horného toku Uhu po státní hranici s Ukrajinou 4-30-05
6. Slovenské povodí dolného toku Uhu po soutok s Laborcom 4-30-06
7. Laborec od ústí Uhu po soutok s Latoricou a Latorica od ústí Laborca po soutok s Ondavou 4-30-07
8. Ondava po ústí Toply 4-30-08
9. Topľa 4-30-09
10. Ondava od ústí Toply po soutok s Latoricí 4-30-10
11. Bodrog od soutoku Latorice a Ondavy po státní hranici s Maďarskem 4-30-11

V. Oblast povodí Hornádu a Bodvy
- Částečné povodí Hornádu 4-32

1. Hornád po ústí Hnilce 4-32-01
2. Hnilec 4-32-02
3. Hornád od soutoku s Hnilcem po ústí Torysy 4-32-03
4. Torysa 4-32-04
5. Hornád od soutoku s Torysou po státní hranici s Maďarskem 4-32-05

- Částečné povodí Bodvy 4-33

1. Slovenské povodí Bodvy 4-33-01

VI. Oblast povodí Dunajca a Popradu (mezinárodní povodí Visly 3-00-00)
- Částečné povodí Dunajca a Popradu 3-01

1. Dunajec na státní hranici s Polskem 3-01-01
2. Poprad po ústí Ľubice (včetně) 3-01-02
3. Poprad od soutoku s Ľubicou po státní hranici s Polskem 3-01-03